# 秋田大学教育文化学部附属小学校
秋田大学教育文化学部附属小学校（あきただいがくきょういくぶんかがくぶふぞくしょうがっこう）は、秋田県秋田市保戸野原の町にある国立小学校。略称は附小、秋大附など。

## 概要

### 特色
内部進学生（秋田大学教育文化学部附属幼稚園出身の児童）、外部生（小学校の入学試験に合格した児童）で構成される。

### 主な学校行事
- 6月
  - 修学旅行
- 7月
  - はとの子運動会
- 10月
- 附属の舞
- 11月
  - はとの子発表会

## 沿革
- 1874年（明治7年） - 太平学校の附属小学校として設立される。
- 1886年（明治19年） - 秋田県尋常師範学校附属小学校と称する。
- 1947年（昭和22年） - 秋田師範学校男子部・女子部附属小学校を統一し附属小学校(18学級)になる。
- 1949年（昭和24年） - 秋田大学学芸学部附属小学校となる。
- 1967年（昭和42年） - 秋田大学教育学部附属小学校と改称する。
- 1998年（平成10年） - 秋田大学教育文化学部附属小学校と改称する。

## 部活
- 合唱部
  - 1986年（昭和61年）第53回NHK全国学校コンクール東北ブロックコンクール出場
  - 1993年（平成5年）第60回NHK全国学校コンクール東北ブロックコンクール出場
  - 2000年（平成12年）第70回NHK全国学校コンクール東北ブロックコンクール出場
  - 2001年（平成13年）「子ども音楽コンクール」東北大会出場
  - 2002年（平成14年）第69回NHK全国学校コンクール東北ブロックコンクール出場、「子ども音楽コンクール」東北大会出場
  - 2003年（平成15年）第70回NHK全国学校コンクール東北ブロックコンクール銅賞、「子ども音楽コンクール」東北大会出場
  - 2004年（平成16年）平成16年「子ども音楽コンクール」東北大会出場
  - 2005年（平成17年）第72回NHK全国学校コンクール全国コンクール出場
  - 2008年（平成20年）第75回NHK全国学校コンクール東北ブロックコンクール出場

## 著名出身者
- 安倍仲雄 (医学博士)
- 池田謙三 (冶金学者)
- 石亀協子 (ヴァイオリニスト)

## 教職員
- 滑川道夫